# 毛爾 (印度)
毛尔（Maur），是印度旁遮普邦珀丁达县的一个城镇。总人口27531（2001年）。

## 人口
该地2001年总人口27531人，其中男性14663人，女性12868人；0—6岁人口3568人，其中男2012人，女1556人；识字率58.39%，其中男性为64.56%，女性为51.35%。